# Phoxinus tchangi
Phoxinus tchangi är en fiskart som beskrevs av Chen, 1988. Phoxinus tchangi ingår i släktet Phoxinus och familjen karpfiskar. Inga underarter finns listade i Catalogue of Life.